# Haute-Sanaga
Departament Haute-Sanaga – departament w Regionie Centralnym w Kamerunie ze stolicą w Nanga Eboko. Na powierzchni 11 854 km² żyje około 115,3 tys. mieszkańców.